# Poa aucklandica
Poa aucklandica, trajnica iz roda vlasnjača, porodica trava. Javlja se u tri podvrste, svaka endemično na vlastitom otoku, jedna na otoku Auckland, jedna na otoku Campbell, i jedna u Novom Zelandu na otoku Stewart.

## Podvrste
- Poa aucklandica subsp. aucklandica, otočje Auckland, 51 AUC
- Poa aucklandica subsp. campbellensis (Petrie) Edgar, otočje Campbell, 91 CMP
- Poa aucklandica subsp. rakiura Edgar, otok Stewart, 51 NZL